# Lipotriches zeae
Lipotriches zeae är en biart som först beskrevs av Wu 1985.  Lipotriches zeae ingår i släktet Lipotriches och familjen vägbin. Inga underarter finns listade i Catalogue of Life.